# André Berthozat
Pas d'image ? Cliquez ici

a Compétitions nationales et continentales officielles uniquement.

Dernière mise à jour le 17 septembre 2022.
André Berthozat (né le 14 mai 1964 à Lons-le-Saunier) est un joueur français de rugby à XV, dont la taille est de 1,91 m pour 118 kg.

## Biographie
André Berthozat est champion de France en 1991 avec le CA Bègles-Bordeaux.
Il compte 11 sélections en France B.
Il est actuellement entraineur de l'équipe féminine de Bruges-Blanquefort.

## Carrière

### Clubs successifs
- Jusqu’en 1982 : Lons Le Saunier
- de 1982 à 1983 : SA Mérignac
- De 1983 à 1999 : CA Bègles-Bordeaux

## Palmarès
International
- André Berthozat a été sélectionné 11 fois en équipe de France B.

National (avec Bègles-Bordeaux)
- Championnat de France de première division :
  - Champion (1) : 1991
- Challenge Yves Du Manoir :
  - Finaliste (2) : 1991 et 1995

Statistiques
- - 506 matchs en 1re division, groupe A, élite 1 et Top 16.